# Arnaldo Mussolini
Arnaldo Mussolini (Predappio, 11 de enero de 1885 - Milán, 21 de diciembre de 1931) fue un periodista y político italiano, hermano menor del dictador fascista Benito Mussolini.

## Biografía
Era hijo de Alessandro y Rosa Mussolini. Se casó en 1909 con Augusta Bondanini, con la que tuvo tres hijos: Sandro, Vito y Rosina.
Comenzó como profesor de agricultura y como secretario del gobierno en Predappio. Arnaldo y Benito Mussolini combatieron en la Primera Guerra Mundial, donde Arnaldo era teniente, y luego de la guerra se instaló en Milán. En 1923, con su hermano mayor ya primer ministro de Italia, empezó con la actividad de periodista y diversas iniciativas editoriales, muchas de ellas a favor del fascismo. Entre 1922 y 1931 ejerció como director de Il Popolo d'Italia, órgano de expresión del Partido Nacional Fascista.
Fue a su vez un gran defensor de la naturaleza, por lo que su hermano le ayudó desde el gobierno en varios de sus proyecto y se le concedió un título honorífico en ciencias agrícolas.
Arnaldo Mussolini jugó un papel importante en las relaciones más frías del régimen fascista y la Iglesia católica durante una crisis en 1931 que afectaba principalmente a la educación de los jóvenes. El 21 de diciembre siguiente moría de un infarto.